# Église de l'Immaculée-Conception de Berlin-Wilmersdorf

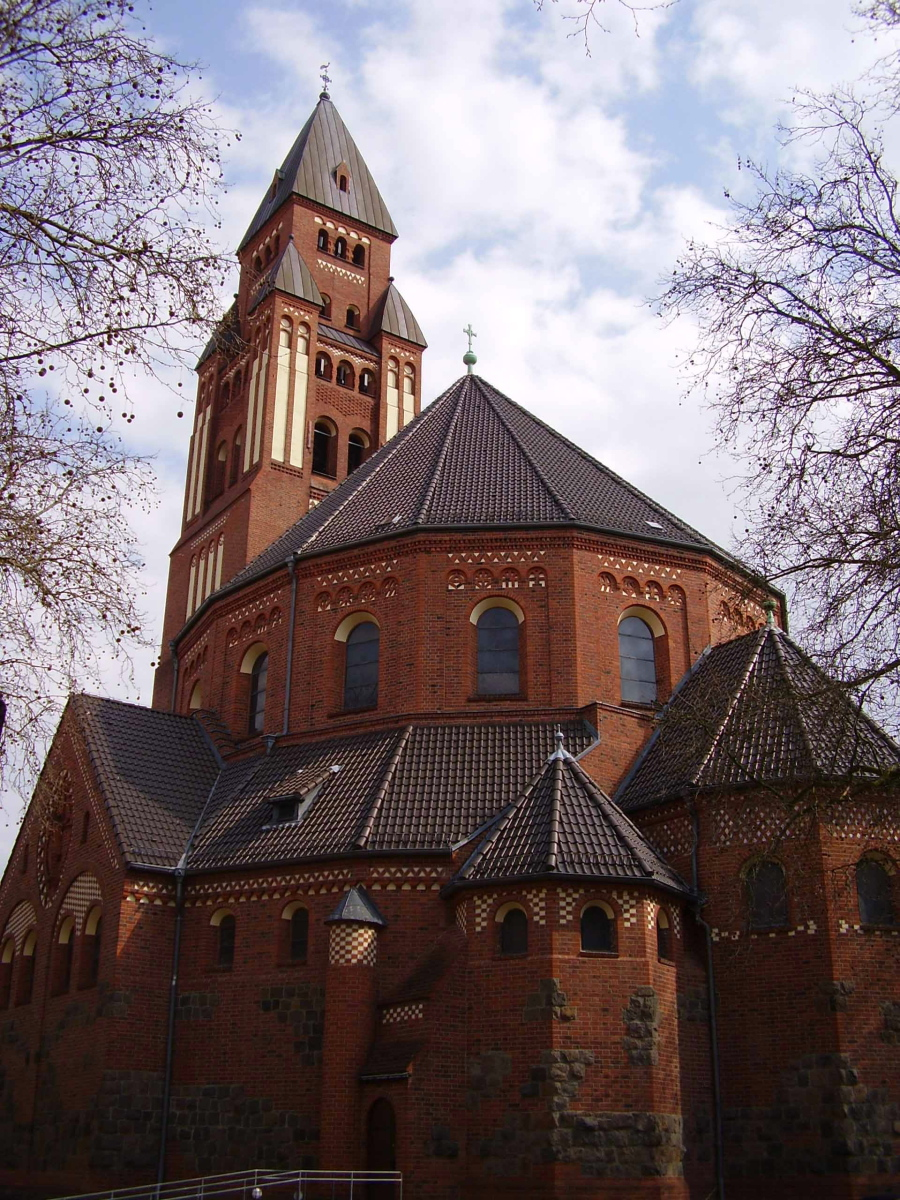
Vue de l'église et de son clocher

L'église Sainte-Marie-de-l'Immaculée-Conception (St.-Marien-Unbefleckte-Empfängnis-Kirche) est une église catholique située à Berlin dans le quartier de Wilmersdorf, à la limite de Friedenau. Cette église néoromane, bâtie en 1913-1914, est classée aux monuments historiques. Elle dépend de l'archidiocèse de Berlin et se trouve à la Bergheimer Platz.

## Historique et architecture
L'église de briques de type klinker est construite par Carl Kühn selon les plans de Christoph Hehl (de) en style néoroman, avec une nef recouverte d'une coupole dodécagonale. Son clocher est surplombé d'une croix surmontée du coq de la Passion. Le haut du clocher rectangulaire, au toit à quatre pentes, est flanqué aux quatre coins de sa base d'une tourelle dont la toiture marque le haut du milieu du clocher. Le dernier étage du clocher est orné de chaque côté de baies en plein cintre à triple rouleau, comme le haut de la partie médiane du clocher. Ces dernières surmontent deux baies jumelles en plein cintre. Quatre baies aveugles ornent chaque côté de la partie inférieure du clocher. L'extérieur de l'église est décoré de corniches alternant les briques blanches.
L'église est bénite le 11 octobre 1914 au début de la guerre, ce qui explique que sa consécration solennelle n'eut lieu que le 15 novembre 1925. Elle est dédiée à l'Immaculée Conception. Le doyenné de Wilmersdorf organise ici depuis 1993 une soupe populaire, une infirmerie et un vestiaire pour les SDF.
La paroisse fusionne en 2009 avec la paroisse de l'église Sainte-Croix de Berlin-Wilmersdorf (Heilig-Kreuz-Kirche), formant une nouvelle paroisse sous le vocable de Maria unter dem Kreuz (Marie-sous-la-Croix).
Les messes du dimanche sont célébrées ici à 9 heures 30 et 11 heures, et la messe anticipée du dimanche, le samedi à 18 heures 30.